# Chimborazo (provins)
Chimborazo är en provins i centrala Ecuador. Den administrativa huvudorten är Riobamba. Befolkningen beräknas till 432 711 invånare på en yta av 5 637 kvadratkilometer.

## Administrativ indelning
Provinsen är indelad i 10 kantoner:
- Alausí
- Chambo
- Chunchi
- Colta
- Cumandá
- Guamote
- Guano
- Pallatanga
- Penipe
- Riobamba